# Киётакэ, Хироси
Хиро́си Киёта́кэ (яп. 清武 弘嗣 Киётакэ Хироси, род. 12 ноября 1989, Оита[…]) — японский футболист, игрок клуба «Саган Тосу». Выступал за национальную сборную Японии. Играет на позиции атакующего полузащитника, отличается высоким техническим мастерством, может играть как в центре, так и на флангах, не отличается высокой скоростью.

## Карьера

### Клубная карьера
Киётакэ начинал играть футбол в команде «Катиора», в 2004 году он оказался в молодёжном составе клуба «Оита Тринита». Его дебют в основном составе состоялся 9 августа 2008 года. Выйдя на замену, Киётакэ отметился голом в дебютном матче. В 2008 году он помог команде выиграть Кубок Японии. Окончательно закрепился в основном составе своего клуба в 2009 году, когда «Оита Тринита» испытывала серьёзные финансовые трудности, провела крайне слабый сезон и покинула первый дивизион чемпионата Японии. В 2010 году Киётакэ перешёл в команду «Сересо Осака», в составе которой через год играл в Лиге чемпионов АФК, где хорошо показал себя, забив четыре гола. В 2011 году Киётакэ был включён в символическую сборную чемпионата Японии.
В мае 2012 года было объявлено о переходе Киётакэ в немецкий «Нюрнберг», с которым он подписал четырёхлетний контракт. Сумма трансфера составила 1 млн евро. После выступления на Олимпийских играх и дебютного сезона в Германии японский футболист привлёк к себе широкий интерес со стороны иностранных клубов. В январе 2013 года сообщалось о заинтересованности в приобретении Киётакэ московских «Динамо» и «Локомотива». Летом 2013 года предложение о покупке Хироси сделала английская «Астон Вилла», однако немецкий клуб не устроила предложенная бирмингемцами сумма отступных. Руководство «Нюрнберга» оценило Киётакэ в 10 млн евро.
По итогам сезона 2013/2014 «Нюрнберг» покинул Бундеслигу и вынужден был продать ведущих футболистов. Цена на Киётакэ существенно снизилась, за его переход в июле 2014 года «Ганновер 96» заплатил лишь 4,3 млн евро. С новой командой Киётакэ также подписал контракт на четыре года. В мае 2016 года, после вылета «Ганновера» из Бундеслиги, сообщалось об интересе к японскому футболисту со стороны берлинской «Герты».
24 июня 2016 года Киётакэ сменил чемпионат, заключив с испанской «Севильей» контракт на четыре года.
С 2017 года выступает за «Сересо Осака».

### Выступления за сборную
Киётакэ выступал за молодёжную сборную Японии среди игроков до 20 лет. 10 августа 2011 года он дебютировал в национальной сборной Японии в товарищеском матче с командой Республики Корея. На Олимпийских играх 2012 года Киётакэ был одним из ключевых игроков японской сборной, он выходил в стартовом составе во всех шести матчах своей команды, которая в итоге заняла четвёртое место.
В 2013 году Киётакэ попал в заявку сборной на Кубок конфедераций, лишь в одном матче вышел на поле. На чемпионате мира 2014 года он также был запасным и сыграл всего пять минут в заключительном матче группового турнира против сборной Колумбии. На Кубке Азии 2015 года Киётакэ принимал участие во всех матчах группового турнира, но пропустил четвертьфинал, в котором японцы проиграли команде ОАЭ.

## Награды и достижения
Оита Тринита
- Обладатель Кубка Японии: 2008

Личные
- Включён в символическую сборную чемпионата Японии: 2011

## Статистика
| Клуб                    | Сезон                   | Национальный чемпионат  | Национальный чемпионат | Национальный чемпионат | Национальные кубки | Национальные кубки | Международные | Международные | Всего | Всего |
| Клуб                    | Сезон                   | Лига                    | Игры                   | Голы                   | Игры               | Голы               | Игры          | Голы          | Игры  | Голы  |
| ----------------------- | ----------------------- | ----------------------- | ---------------------- | ---------------------- | ------------------ | ------------------ | ------------- | ------------- | ----- | ----- |
| Оита Тринита            | 2008                    | Дивизион 1              | 8                      | 1                      | 4                  | 0                  | 0             | 0             | 12    | 1     |
| Оита Тринита            | 2009                    | Дивизион 1              | 23                     | 3                      | 8                  | 1                  | 1             | 0             | 32    | 4     |
| Всего за «Оита Тринита» | Всего за «Оита Тринита» | Всего за «Оита Тринита» | 31                     | 4                      | 12                 | 1                  | 1             | 0             | 44    | 5     |
| Сересо Осака            | 2010                    | Дивизион 1              | 25                     | 4                      | 4                  | 0                  | 0             | 0             | 29    | 4     |
| Сересо Осака            | 2011                    | Дивизион 1              | 25                     | 7                      | 3                  | 1                  | 9             | 4             | 37    | 12    |
| Сересо Осака            | 2012                    | Дивизион 1              | 16                     | 2                      | 3                  | 1                  | 0             | 0             | 19    | 3     |
| Всего за «Сересо Осака» | Всего за «Сересо Осака» | Всего за «Сересо Осака» | 66                     | 13                     | 10                 | 2                  | 9             | 4             | 85    | 19    |
| Нюрнберг                | 2012/2013               | Бундеслига              | 31                     | 4                      | 1                  | 0                  | 0             | 0             | 32    | 4     |
| Нюрнберг                | 2013/2014               | Бундеслига              | 33                     | 3                      | 1                  | 0                  | 0             | 0             | 34    | 3     |
| Всего за «Нюрнберг»     | Всего за «Нюрнберг»     | Всего за «Нюрнберг»     | 64                     | 7                      | 2                  | 0                  | 0             | 0             | 66    | 7     |
| Ганновер 96             | 2014/2015               | Бундеслига              | 32                     | 5                      | 1                  | 0                  | 0             | 0             | 33    | 5     |
| Ганновер 96             | 2015/2016               | Бундеслига              | 21                     | 5                      | 1                  | 0                  | 0             | 0             | 22    | 1     |
| Всего за «Ганновер 96»  | Всего за «Ганновер 96»  | Всего за «Ганновер 96»  | 53                     | 10                     | 2                  | 0                  | 0             | 0             | 55    | 10    |
| Севилья                 | 2016/2017               | Примера                 | 4                      | 1                      | 1                  | 0                  | 1             | 0             | 4     | 1     |
| Всего за карьеру        | Всего за карьеру        | Всего за карьеру        | 216                    | 35                     | 27                 | 3                  | 11            | 4             | 254   | 42    |